# نواة حسية رئيسية للعصب ثلاثي التوائم
النواة الحسية الرئيسية للعصب الثلاثي التوائم هي نواة عصبية بها ألياف عصونات من الرتبة الثانية وتقع في جسر المخ. 
تستقبل النواة الحسية المعلومات من العصب الثلاثي التوائم، وتشمل معلومات حول الإحساس التمييزي واللمس الخفيف للوجه بالإضافة إلى الإدراك الحسي لموضع للفك. 

## روابط خارجية
- نواة جذع الدماغ (صفحة في جامعة واشنطن)